# Антонов, Иван Захарович
Иван Захарович Антонов (18 января 1919 д. Сигачи, Тархановская волость Буинский уезд Симбирская губерния РСФСР — 1 ноября 1960, с. Тарханово, Ичалковского района, Мордовской АССР) — мордовский советский писатель. Член Союза писателей СССР. Секретарь Мордовского отделения Союза писателей СССР.

## Биография
Родился 18 января 1919 в д. Сигачи, Тархановской волости Буинского уезда Симбирской губернии (ныне деревня в Батыревском районе Чувашии). Отец, участник Гражданской войны, не вернулся.
В 10 летнем возрасте вместе с матерью, которая вышла замуж во второй раз, переезжает в с. Малые Кармалы, где в 14 лет окончил Малокармалинскую семилетнюю школу. В нём же начинает свою трудовую деятельность. В 1936 окончил лесотехнический рабфак в г. Алатырь, там же работал в Алатырской районной газете «Ленинский путь», в июне того же года было напечатано его первое стихотворение «На смерть Горького». Во время Великой Отечественной войны служил во 141-й стрелковой дивизии 60-й армии в должности секретаря редакции во фронтовой печати. После войны — корреспондент газеты «Красная Мордовия», секретарь Мордовского отделения Союза писателей СССР.

## Награды
- орден Отечественной войны 2-й степени
- орден Красного Звезды

## Основные произведения
- В семье единой [Текст] : Роман. — Саранск : Мордов. кн. изд-во, 1954. — 278 с.; 21 см.
- Березовая слеза [Текст] : Рассказ. — Саранск : Морд. кн. изд-во, 1958. — 14 с. : ил.; 20 см.
- Березовая слеза [Текст] : Рассказ. — Саранск : Морд. кн. изд-во, 1958. — 14 с. : ил.; 20 см.
- Свежий ветер [Текст] : Очерки. — Саранск : Морд. кн. изд-во, 1972. — 147 с. : портр.; 20 см.
- Жизнь подсказывает [Текст] : Записки корреспондента. — Саранск : Морд. кн. изд-во, 1960. — 29 с.; 20 см.
- Девичьи глаза [Текст] : Рассказы. — Саранск : Морд. кн. изд-во, 1957. — 100 с.; 20 см.
- Разлив на Алатырь-реке [Текст] : Очерк / [Пер. с мордов.-эрзя]. — Саранск : Мордов. кн. изд-во, 1956. — 71 с.; 20 см.
- На переднем крае [Текст] : Записки корреспондента / Пер. с морд. автора. — Москва : Сов. писатель, 1957. — 167 с.; 21 см.
- Свежий ветер [Текст] : Очерки / Перевел с морд. автор. — Москва : Сов. писатель, 1960. — 203 с.; 16 см.
- Разлив на Алатырь-реке [Текст] : Очерк / [Пер. с мордов.-эрзя автора]. — Москва : Правда, 1956. — 55 с.; 16 см. — (Б-ка «Огонек» № 1).

На эрзянском языке:
1. Кода кирвазить тештне — 1950.
2. Вейсэнь семиясо — 1954.
3. пьеса «Ульнесь истямо тейтерь», перевод на русс. яз. («Была такая девушка») — 1957.
4. «Паро ки» перевод на русс. яз. («В добрый путь») — 1960.

## Военная поэзия
В очерке боевого пути 141 стрелковой дивизии  было записано стихотворение данного автора, которое было создано во время боевых действий под Воронежем.Большое количество подобных произведений находится в военных архивах, поэтому не существует их конкретного списка. Ниже представлено одно из них:
Огнем дышал весь берег правый
Снарядам, минам нет конца.
Рыдала наша переправа,
В протяжном посвисте свинца.
А грохот боя нарастает
Уже подходит немчура
И, словно волны, набегает

На берег русское "Ура".
Выше сохранена авторская орфоргафия и пунктуация создателя "Очерка боевого пути 141 сд" —Тронина Иллариона Афонасьевича.